# 一柳東一郎
一柳 東一郎（ひとつやなぎ とういちろう、1925年3月8日 - 2016年6月7日）は、日本のジャーナリスト。元朝日新聞社社長。

## 来歴・人物
東京都出身。東京帝国大学文学部卒。1948年朝日新聞東京本社入社。札幌支局、政治部を経て、1964年論説委員、1966年政治部長、1967年東京本社編集局次長、1970年7月西部本社編集局長、1973年9月東京本社編集局長、1977年12月取締役・東京本社編集局長、1978年12月常務取締役・大阪本社代表、1982年6月代表取締役専務取締役・大阪本社代表、1983年10月副社長と歴任して、1984年12月社長に就任。営業成績の伸び悩みから、1985年3月に常務会メンバーを中心とする「長期ビジョン懇談会」を設置し、全社員にアイディアを求めて長期経営戦略をまとめ、新聞という単一商品依存型の経営から脱皮し、総合情報産業として立つことを目指し、新媒体として1988年に『AERA』、『ASAHIパソコン』、1989年に『月刊ASAHI』を創刊したが、1989年4月に朝日新聞社のカメラマンが沖縄県西表島で珊瑚に傷を付け、その写真を基に記事を捏造した珊瑚事件で同年6月に引責辞任した。2016年6月7日に東京都三鷹市内の病院で心不全のため死去。満91歳没。